# Distretto di Bajanlig
Il distretto di Bajanlig è uno dei venti distretti (sum) in cui è suddivisa la provincia di Bajanhongor, in Mongolia. Conta una popolazione di 3.316 abitanti (censimento 2006).